# Pont Saint-Vincent (Vannes)
Pour les articles homonymes, voir Saint-Vincent.
Le pont Saint-Vincent est un ancien pont à arcades situé dans la ville de Vannes dans le Morbihan. Ce pont permettait d'une part l'accès entre le quartier de Kaër à l'ouest et celui de Calmont à l'est, et d'autre part l'accès entre le port au sud et l'intramuros au nord. Le pont à proximité immédiate de la porte Saint-Vincent fut remplacé au milieu du XIXe siècle par la place du Morbihan, aujourd'hui connue sous le nom de place Gambetta.

## Pont Saint-Vincent

### Histoire
On ne sait rien de l'existence d'un passage entre la terre de Kaër à l'ouest et celle de Calmont à l'est, avant l'ouverture de la porte Saint-Vincent. Un document faisant mention de la réparation d'un pont en 1598 est la première trace d'un passage entre les deux rives du port. Le pont ne fait pas partie stricto sensu des fortifications mais est un élément urbain essentiel permettant l'accès entre la ville close et le port. 
Le pont doit être modifié à la suite de la construction du quai Billy en 1697. Au XVIIIe siècle, comme le montrent de nombreux actes de ventes, des boutiques sont édifiées sur le pont. En 1727, on note par exemple la présence de deux chirurgiens, d'une marchande de fruits ainsi que d'un cabaretier.
En 1787, le projet d'embellissement de la ville dessiné par l'ingénieur Maury prévoit la création d'une place entre la porte et l'extrémité du port mais la Révolution marque l'arrêt de celui-ci. Le projet est relancé par le conseil municipal en 1835 et l'architecte-voyer Philippe Brunet-Debaines se voit confier sa réalisation. Marius Charier reprend la suite du programme à la suite du décès de Brunet-Debaines en 1838. En 1843, les travaux de construction de la place, des immeubles sur les anciens vasières situées d'une part et d'autre du pont, et du canal souterrain de la Marle sont achevés. La place du Morbihan (future place Gambetta) remplace alors le pont Saint-Vincent. En 1976, lors de la réfection de la place, les arches subsistantes sont éventrées : les travaux de voirie de 2005 mettront au jour la présence d'une dernière arche encore en état.

### Architecture

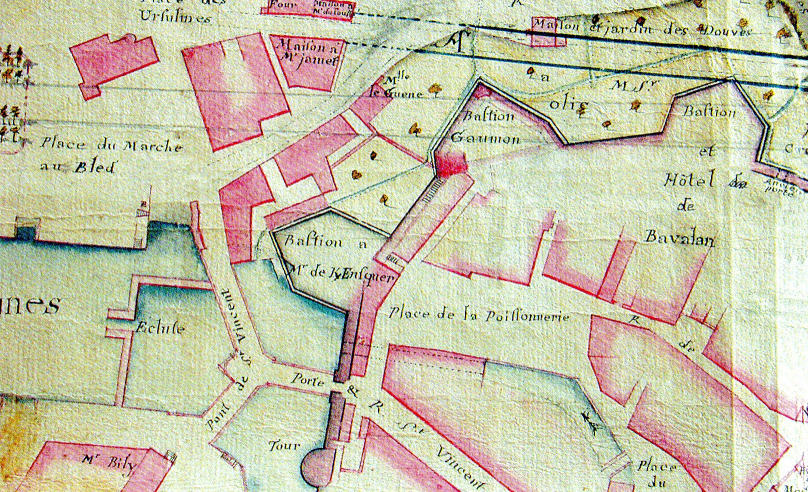
Plan d'alignement sud-ouest des remparts de Vannes daté du XVIIIe siècle

En 1636, Dubuisson-Aubenay décrit le pont neuf, dont un texte datant de 1622 mentionne la construction : 

« Sortant par ceste porte (Saint-Vincent), vous passez, de quelques côtés que vous alliez, un pont double, de belles pierres blanches, à trois arcades à droite et trois à gauche, qui sont six, jusques auxquelles viennent les basteaus à voiles chargés, du port de 40 à 50 tonneaus et non de plus, avec la marée qui passant par les dites arcades entre à droite et à gauche dans les fossés de la ville. »

— Dubuisson-Aubenay, Itinéraire de Bretagne. 1636